# Остаться в живых (сезон 4)
Четвёртый сезон американского драматического телесериала «Остаться в живых» начался на канале ABC в США, и на CTV в Канаде 31 января 2008 и окончился 29 мая того же года. Сезон продолжил историю группы, состоящей из более чем сорока человек, оказавшихся на удалённом острове в Южной части Тихого океана после крушения самолёта более чем за девяносто дней до начала событий сезона. Сценаристы Деймон Линделоф и Карлтон Кьюз заявили, что две главные темы четвёртого сезона — это «отношение потерпевших крушение к людям с корабля» и «кто выберется с острова и почему им надо вернуться обратно». Остаться в живых попали под серьёзную критику за третий сезон, но четвёртый сезон хвалили за его флешфорварды, темп и новых героев.
Первоначально планировалось шестнадцать серий в сезоне, и сценарии для восьми из них были написаны до начала забастовки сценаристов. После окончания забастовки было объявлено, что будет снято лишь пять серий в дополнение к имеющимся, но финальный эпизод получался слишком длинным, и было одобрено производство четырнадцатого эпизода как части трёхчасового финала сезона. Buena Vista  выпустила сезон на DVD и Blu-ray под заголовком Lost: The Complete Fourth Season — The Expanded Experience 9 декабря 2008 в первом регионе, но во втором регионе он был выпущен ещё 20 октября.

## Команда
Четвёртый сезон был снят ABC Studios, Bad Robot Productions и Grass Skirt Productions. Деймон Линделоф и Карлтон Кьюз были главными сценаристами сезона. Большинство серий было снято на Гавайях с постпродакшном в Лос-Анджелесе. Линделоф и Кьюз были продюсерами совместно с Дж. Дж. Абрамсом, Брайаном Бёрком и Джеком Бендером. Основными авторами, кроме Линделофа и Кьюза, были Эдвард Китсис, Адам Хоровиц, Дрю Годдард, Элизабет Сарнофф, Брайан К. Вон и Кристина М. Ким. Основными режиссёрами были Бендер и Стивен Уильямс.

## Актёрский состав
В четвёртом сезоне шестнадцать главных персонажей. Сюжет продолжил рассказ о людях с разбившегося рейса Oceanic 815, об их отношения с обитателями острова, так называемыми Другими, и с группой людей, прибывших на корабле к берегам острова. Мэттью Фокс исполнил роль доктора Джека Шепарда, лидера выживших. Хорхе Гарсия сыграл Хьюго Рейеса, одного из товарищей Джека по несчастью. Элизабет Митчелл изобразила Джульет Бёрк, женщину, работавшую на Других, но присоединившуюся к выжившим с рейса 815 в третьем сезоне и оказавшуюся в «любовном четырёхугольнике» с Джеком, Кейт и Сойером. Эванджелин Лилли сыграла беглую преступницу Кейт Остин. Джереми Дэвис исполнил роль Дэниела Фарадея, рассеянного физика с корабля Kahana. Терри О'Куинн исполнил роль Джона Локка, выжившего с рейса 815, имеющего большую связь с островом. Джош Холлоуэй изобразил Джеймса Форда, более известного под кличкой «Сойер». Навин Эндрюс сыграл Саида Джарра, бывшего солдата Иракской Республиканской гвардии. Эмили де Рэвин исполнила роль матери-одиночки Клэр Литтлтон. Майкл Эмерсон выступил в роли Бена Лайнуса, лидера Других. Ребекка Мэйдер сыграла Шарлотту Льюис, антрополога с корабля Kahana. Дэниел Дэ Ким сыграл не разговаривающего по-английски корейца Джина Квона, а Ким Юнджин — его беременную жену Сун. Генри Йен Кьюсик сыграл Десмонда Хьюма, человека, жившего на острове три года и иногда самопроизвольно путешествующего во времени. Кен Люн исполнил роль Майлза Строма, высокомерного медиума с корабля Kahana. Гарольд Перрино сыграл выжившего с рейса 815 Майкла Доусона, покинувшего остров в финале второго сезона и вернувшегося на борту корабля Kahana шпионом Бена.
К специально приглашённым звёздам относятся: Малкольм Дэвид Келли как Уолтер Ллойд, Доминик Монаган как Чарли Пэйс и Синтия Уотрос как Либби Смит.
К второстепенным героям относятся: Джефф Фэйи как Фрэнк Лапидус, Кевин Дюранд как Мартин Кими, Энтони Азизи как Омар, Марк Вэнн как Рэй, Фишер Стивенс как Джордж Минковски, Зои Белл как Реджина, Лэнс Реддик как Мэттью Аббадон, Даг Хатчисон как Гораций Гудспид, Л. Скотт Колдуэлл как Роуз Нэдлер, Мира Фурлан как Даниэль Руссо, Джон Терри как Кристиан Шепард, Сэм Андерсон как Бернард Нэдлер, М. С. Гейни как Том Фрэндли, Таня Реймонд как Александра Руссо, Франсуа Шо как Пьер Чанг, Бретт Каллен как Гудвин Стэнхоуп, Алан Дэйл как Чарльз Уидмор, Соня Уолгер как Пенелопа Уидмор, Марша Томасон как Наоми Доррит, Блейк Башофф как Карл Мартин, и Нестор Карбонель в роли Ричарда Алперта.

## Награды и критика
Time назвал «Остаться в живых» в числе лучших телесериалов 2008 года, в этом списке сериал удостоился 7-го места за его 

очарование усложнения истории путешествиями во времени и пространстве Оригинальный текст (англ.)complicat[ing] time-and-space-travel story deliciously— 10 лучших телесериалов 2008
 Дон Уильямс с сайта BuddyTV назвал «Начало конца» наиболее ожидаемой премьерой сезона за год, а Майкл Осиелло назвал финал четвёртого сезона «самыми ожидаемыми шестьюдесятью минутами на телевидении за весь год». Американским критикам послали DVD с сериями «Начало конца» и «Официально погибшие» 28 января 2008. Средний балл сезона на сайте Metacritic 87 из 100, это второй рейтинг в телевизионном сезоне 2007—2008 после сериала «Прослушка».

## Список серий
| № общий | № в сезоне | Название                                                              | Режиссёр       | Автор сценария                    | Центр. персонаж                         | Дата премьеры   | Зрители в США (млн) |
| --- | ---------- | --------------------------------------------------------------------- | -------------- | --------------------------------- | --------------------------------------- | --------------- | ------------------- |
| 73 | 1          | «The Beginning of the End» «Начало конца»                             | Джек Бендер    | Деймон Линделоф, Карлтон Кьюз     | Хёрли                                   | 31 января 2008  | 16.07               |
| В лагерь возвращается Десмонд с последним сообщением Чарли о том, что «спасатели» не те, за кого себя выдают. Выжившие разбиваются на две группы: одни во главе с Локком не доверяют «пришельцам» и уходят к казармам, а остальные с Джеком готовы пойти с ними на контакт.                                                 |            |                                                                       |                |                                   |                                         |                 |                     |
| 74 | 2          | «Confirmed Dead» «Официально погибшие»                                | Стивен Уильямс | Дрю Годдард, Брайан К. Вон        | Фарадей, Шарлотта, Майлз, Фрэнк и Наоми | 7 февраля 2008  | 15.06               |
| На остров высаживаются четверо «спасателей» с корабля. Трое из них оказываются в команде Джека, а одного члена экипажа — Шарлотту берет в плен Локк со своим отрядом. «Спасатели» признаются, что их настоящая цель — захватить Бена.                                                                                       |            |                                                                       |                |                                   |                                         |                 |                     |
| 75 | 3          | «The Economist» «Экономист»                                           | Джек Бендер    | Эдвард Китсис, Адам Хоровиц       | Саид                                    | 14 февраля 2008 | 13.62               |
| Пилот вертолёта согласен доставить троих выживших на корабль — в обмен на возвращение Шарлотты. Саид, Майлс и Кейт отправляются за ней в казармы, где встречают группу Локка. Кейт и Майлз остаются у Локка, а Саид и Шарлотта возвращаются к Джеку. Фрэнк взлетает на вертолёте вместе с трупом Наоми, Десмондом и Саидом. |            |                                                                       |                |                                   |                                         |                 |                     |
| 76 | 4          | «Eggtown» «Просчёт»                                                   | Стивен Уильямс | Элизабет Сарнофф, Греггори Нэйшнс | Кейт                                    | 21 февраля 2008 | 13.53               |
| На острове Бен и Майлз заключают сделку. Джек и весь пляж понимают, что Саид и Дезмонд попали в беду. Мы видим Кейт в будущем, её оправдали по большинству обвинений и благодаря Джеку осудили на условный срок. Оказывается, что в будущем Кейт становится приемной матерью ребёнка Клер.                                  |            |                                                                       |                |                                   |                                         |                 |                     |
| 77 | 5          | «The Constant» «Константа»                                            | Джек Бендер    | Деймон Линделоф, Карлтон Кьюз     | Десмонд                                 | 28 февраля 2008 | 12.85               |
| Дезмонд с Саидом попадают в зону турбулентности и у Дезмонда появляются побочные эффекты в виде того, что его сознание может перемещаться во времени. Фарадей пытается помочь ему. У радиста на корабле такие же симптомы. Саид по рации сообщает Джеку, что они добрались до корабля. Десмонд связывается с Пенелопой.     |            |                                                                       |                |                                   |                                         |                 |                     |
| 78 | 6          | «The Other Woman» «Другая женщина»                                    | Эрик Ланёвилль | Дрю Годдард, Кристина М. Ким      | Джульет                                 | 6 марта 2008    | 12.90               |
| Шарлотта и Ден пытаются обезопасить газ на станции «Буря», Бен приказывает Джульет остановить их. Шарлотта и Ден уговаривают Джульет не мешать им. Бен договаривается с Локком выпустить его из заточения и рассказывает ему о человеке, который ищет остров и послал «спасателей».                                         |            |                                                                       |                |                                   |                                         |                 |                     |
| 79 | 7          | «Ji Yeon» «Чи Ён»                                                     | Стивен Семел   | Эдвард Китсис, Адам Хоровиц       | Сун и Джин                              | 13 марта 2008   | 11.87               |
| На корабле Саид и Десмонд узнают, что шпионом Бена является Майкл и что на корабле у многих появились психические расстройства. На острове Джин и Сун хотят уйти к Локку, но Джульет останавливает их. Мы узнаем, что у Сун в будущем родится дочка.                                                                        |            |                                                                       |                |                                   |                                         |                 |                     |
| 80 | 8          | «Meet Kevin Johnson» «Знакомьтесь — Кевин Джонсон»                    | Стивен Уильямс | Элизабет Сарнофф, Брайан К. Вон   | Майкл                                   | 20 марта 2008   | 11.28               |
| Майкл рассказывает Саиду и Дезмонду, каким образом он попал на корабль. Бен уговаривает Алекс с Руссо и Карлом пойти в некий «Храм», где укрылись оставшиеся Другие. По пути туда Карла и Руссо убивают. |            |                                                                       |                |                                   |                                         |                 |                     |
| 81 | 9          | «The Shape of Things to Come» «Перспективы на будущее»                | Джек Бендер    | Дрю Годдард, Брайан К. Вон        | Бен                                     | 24 апреля 2008  | 12.33               |
| Бернард находит труп доктора Рэя на пляже. Люди Чарлза Уидмора убивают дочь Бена. Выясняется, что чёрный дым управляется Беном. Бен, Джон и Херли пытаются найти хижину Джейкоба. Из флешфорварда мы узнаём, как Саид начал работать на Бена.                                                                               |            |                                                                       |                |                                   |                                         |                 |                     |
| 82 | 10         | «Something Nice Back Home» «Счастливая привычная жизнь»               | Стивен Уильямс | Эдвард Китсис, Адам Хоровиц       | Джек                                    | 1 мая 2008      | 11.14               |
| Джульет вырезает Джеку аппендицит. Пока Сойер, Клэр, Аарон и Майлз идут в лагерь Джека, они находят трупы Руссо и Карла. После спасения Джек живёт с Кейт и Аароном. В конце эпизода Клэр бесследно исчезает. |            |                                                                       |                |                                   |                                         |                 |                     |
| 83 | 11         | «Cabin Fever» «Лихорадка в хижине»                                    | Пол Эдвардс    | Элизабет Сарнофф, Кайл Пеннингтон | Локк                                    | 8 мая 2008      | 11.28               |
| Локк, Хёрли и Бен идут в хижину Джейкоба. Кимми возвращается на корабль и убивает капитана. Фрэнк отвозит Кимми обратно на остров. Локк находит хижину и видит Кристиана и Клер. |            |                                                                       |                |                                   |                                         |                 |                     |
| 84 | 12         | «There's No Place Like Home (Part 1)» «Нет места лучше дома. Часть 1» | Стивен Уильямс | Деймон Линделоф, Карлтон Кьюз     | Джек, Кейт, Саид, Сун и Хёрли           | 15 мая 2008     | 11.40               |
| Начинается переправка людей с острова на корабль с помощью лодки. На остров приземляется вертолёт, на котором люди с корабля прилетели за Беном и чтобы убить всех остальных на острове. Чтобы спастись, Локк, Хёрли и Бен пошли к «Орхидее» с целью переместить остров. Бен сдаётся людям с корабля.                       |            |                                                                       |                |                                   |                                         |                 |                     |
| 8586 | 1314       | «There's No Place Like Home (Part 2)» «Нет места лучше дома. Часть 2» | Джек Бендер    | Деймон Линделоф, Карлтон Кьюз     | Джек, Кейт, Саид, Сун и Хёрли           | 29 мая 2008     | 12.20               |
| Посещение «Орхидеи» Локом и Беном. Джек, Сойер, Кейт с Аароном, Дезмонд, Хёрли улетают на корабль. Взрыв корабля после убийства Кимми из-за передатчика — измерителя пульса на его руке. Смерть Майкла и Джина. Спасение 6 Ошеаник, Фрэнка и Десмонда. Показано, что в гробу был Локк.                                      |            |                                                                       |                |                                   |                                         |                 |                     |